# Vijayadashami

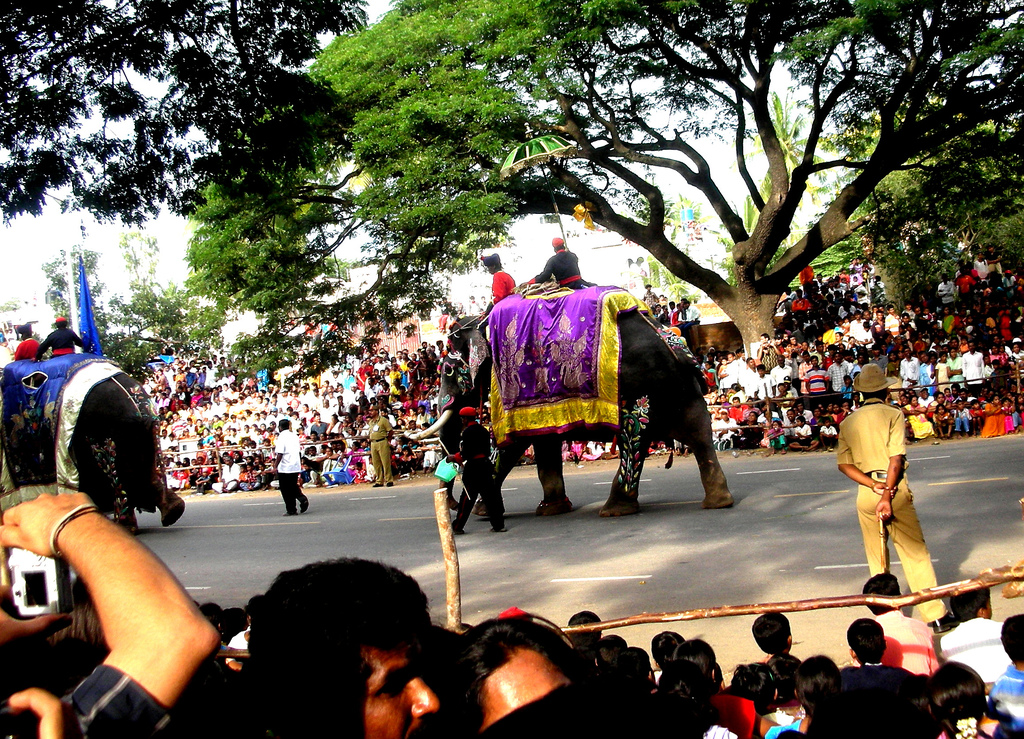
Celebrazioni in Karnataka

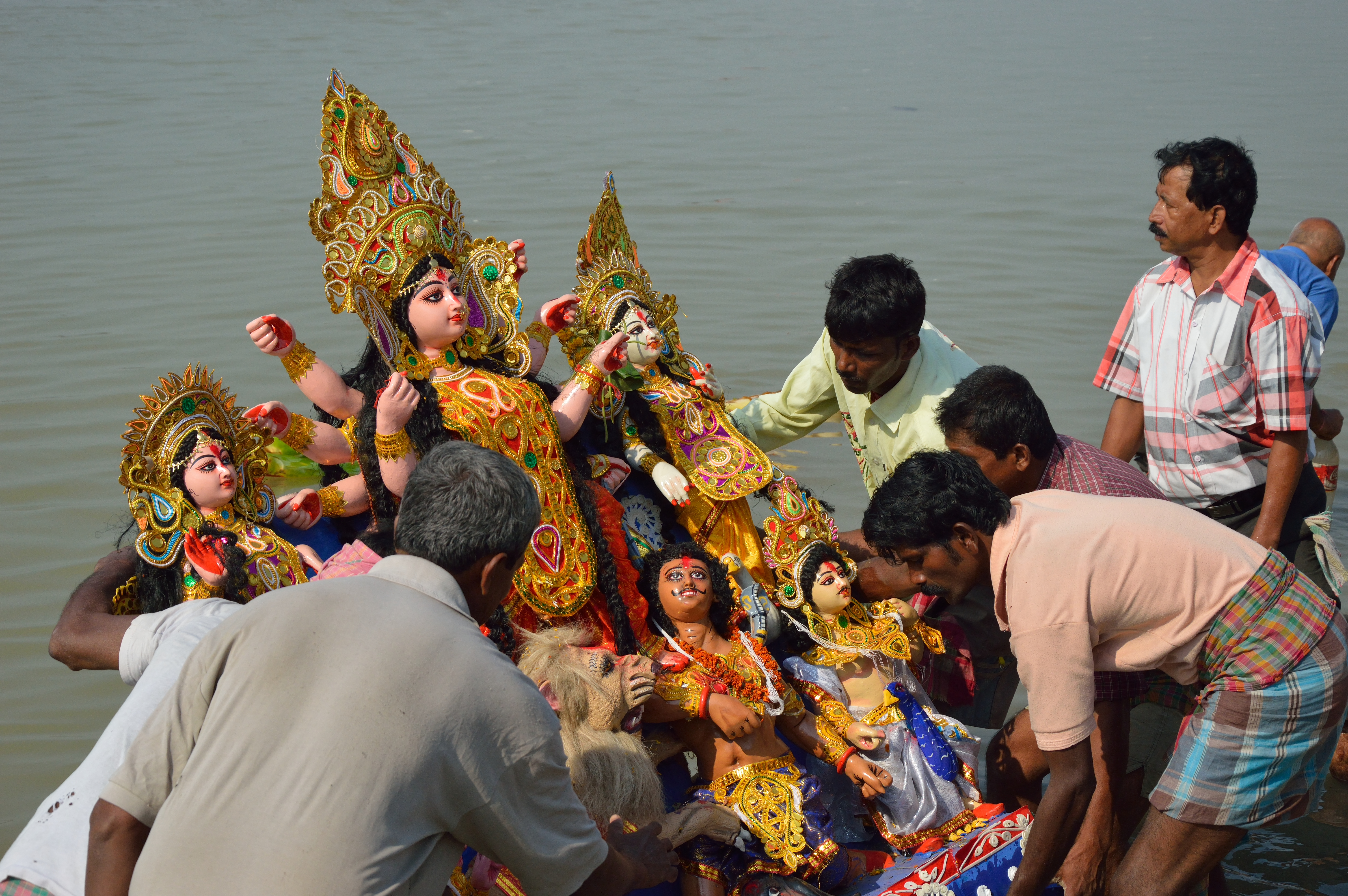
Durga nel fiume Vijayadashami nell'India orientale

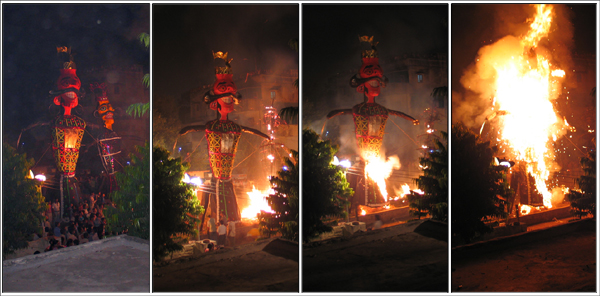
Dasara osservato bruciando le effigi di Rāvaṇa

La Vijayadaśamī (devanagari: विजयादशमी, anglizzata in Vijayadashami) è un'importante festa induista che si celebra ogni anno alla fine del Navarātri. È osservata nel decimo giorno del mese di Aśvin (settimo mese) del calendario induista, corrispondente ai mesi di settembre e ottobre.. Il festival inizia anche i preparativi per Divālī, l'importante festa delle luci, che si celebra venti giorni dopo Vijayadaśamī. 
La festa di Vijayadaśamī viene celebrata in diverse parti dell'India Negli stati dell'India orientale e nord-orientale, Vijayadaśamī segna la fine del Durgā Pūjā, e ricorda la vittoria della dea Durgā sul demone con sembianze di bufalo Mahiṣāsura che ha aiutato a ripristinare il dharma Negli stati settentrionali, meridionali e occidentali, la festa è chiamata Dussehra (anche pronunciata Dasara, Dashahara) e segnala la fine del "Ramlila" e ricorda la vittoria del Dio Rāma sul demone Rāvaṇa, o in alternativa segna una venerazione per uno degli aspetti della dea Devī come Durgā o Sarasvatī..